# Colonisation française des Amériques

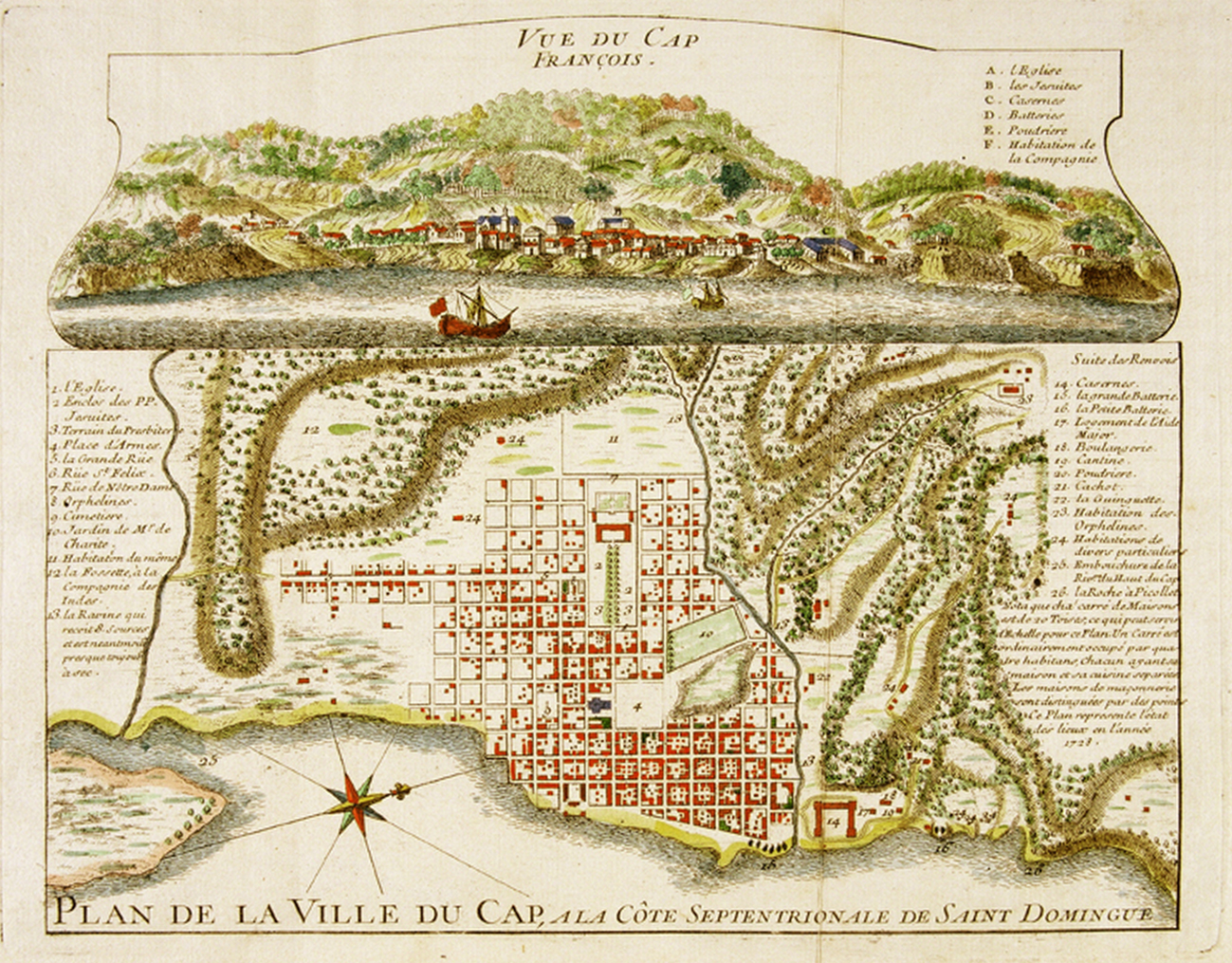
Vue du Cap-Français, à Saint-Domingue, en 1728.

La colonisation française des Amériques débute au XVIe siècle et se poursuit jusqu'au XVIIIe siècle. La France construit un empire colonial en Amérique du Nord, appelé Nouvelle-France, s'étendant du golfe du Saint-Laurent, jusqu'aux montagnes Rocheuses, à l'ouest, et jusqu'au golfe du Mexique, au sud. Les Français colonisent également les Antilles : Saint-Domingue, Sainte-Lucie, la Dominique, ainsi que la Guadeloupe et la Martinique, toujours françaises. En Amérique du Sud, ils tentent d'établir trois colonies, dont l'une demeure de nos jours, la Guyane.
Lors de cette période de colonisation, les Français fondent, à compter de 1608 à Québec, la Nouvelle-France dans ses « provinces » d'Acadie, de Canada, des Pays d'en Haut (Grands Lacs) et de Louisiane, Montréal et Baton Rouge, Détroit, Mobile, La Nouvelle-Orléans ou Saint-Louis actuellement situés aux États-Unis ; mais aussi ailleurs en Amérique du Nord, dont Port-au-Prince et Cap-Haïtien en Haïti ; Saint-Louis de Maragnan au Brésil.

## Amérique du Nord

### Explorations et premières tentatives de colonisation

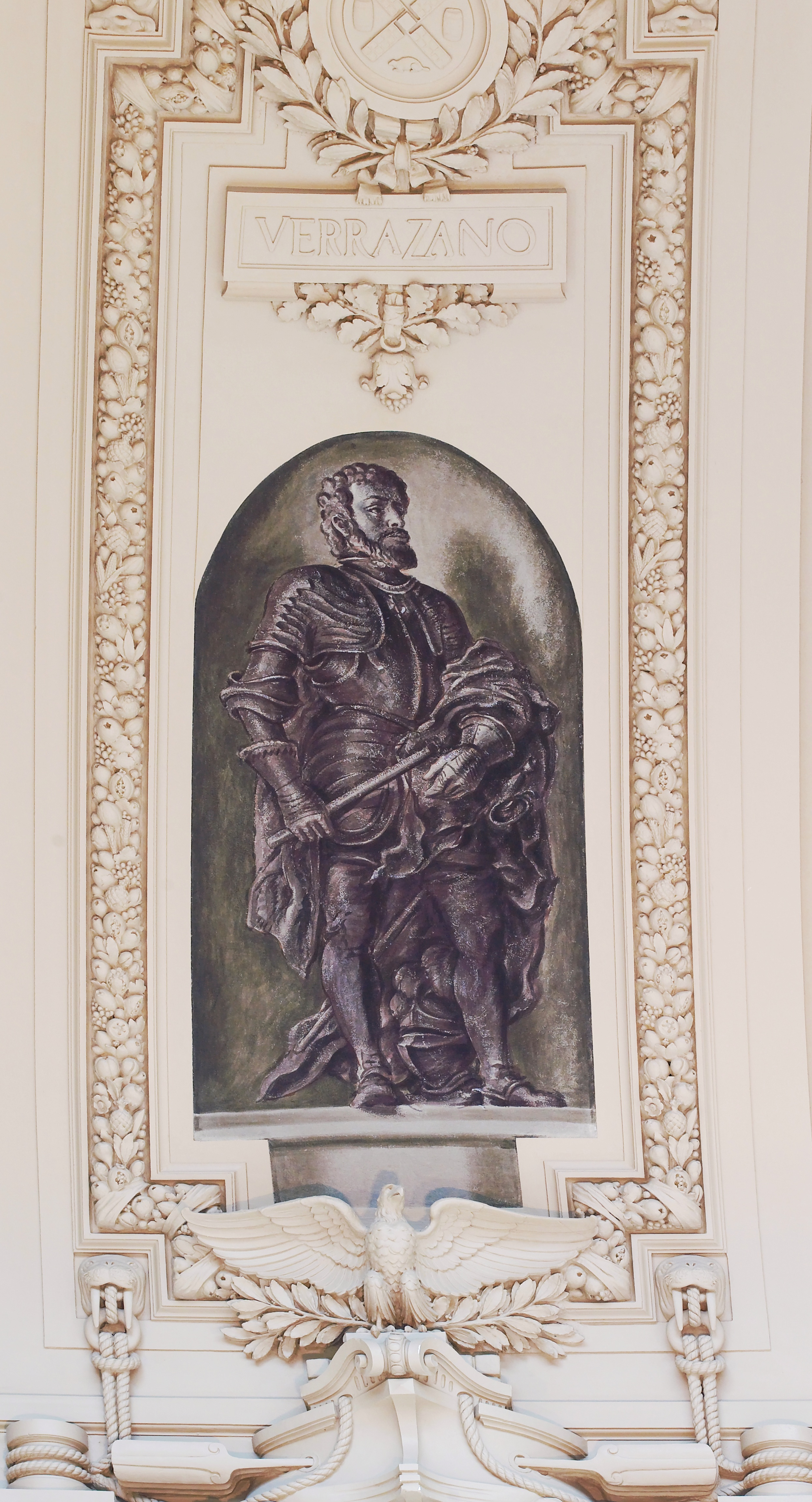
Fresque peinte Explorer Verrazano située dans la rotonde du Alexander Hamilton U.S. Custom House, à New York.

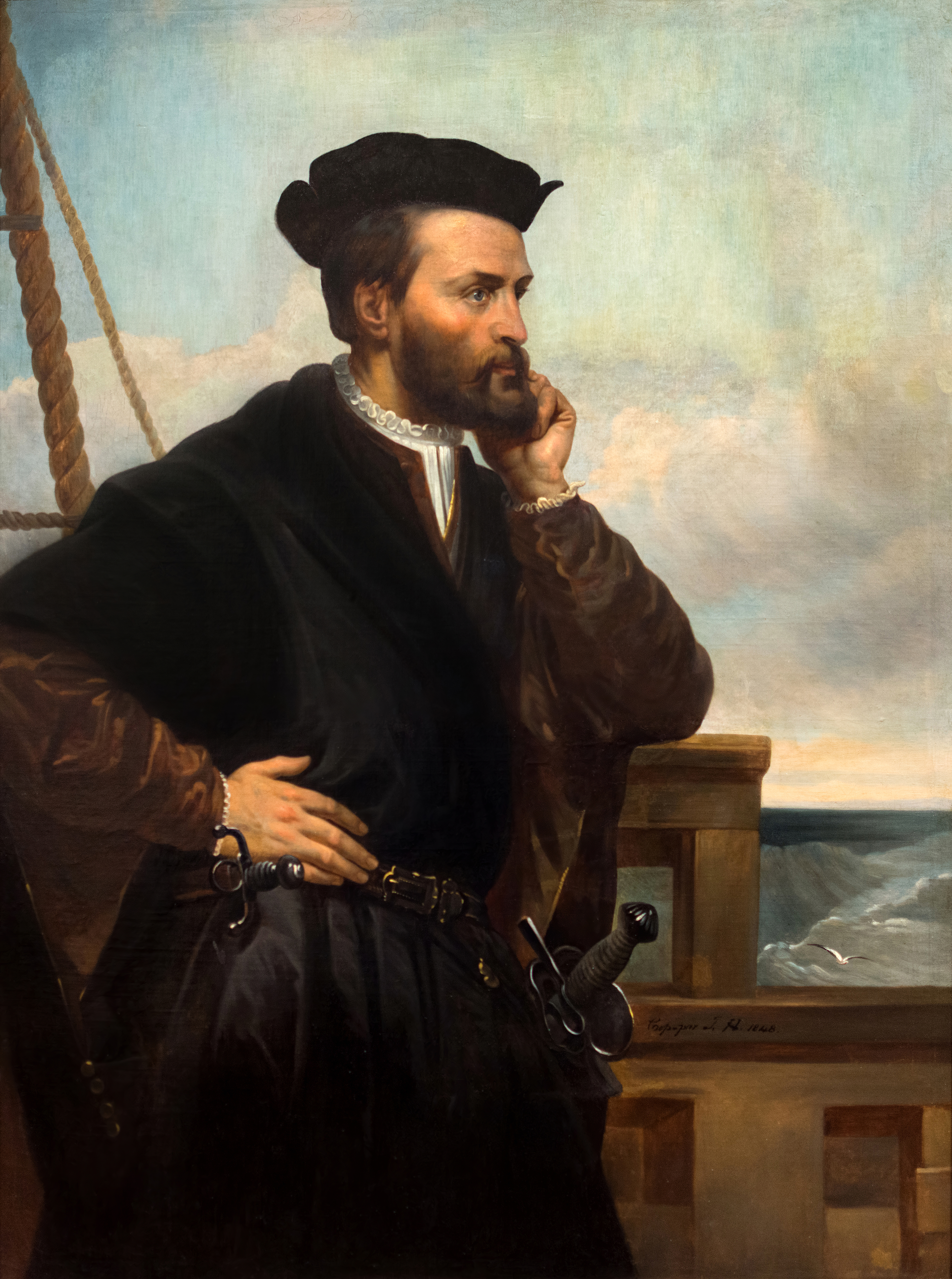
Portrait de Jacques Cartier par Théophile Hamel, env. 1844.

Les Français ont d'abord exploré le « Nouveau Monde » en cherchant un passage vers les Indes. L'exploration française de l'Amérique du Nord débute sous le règne du roi François Ier. En 1524, il envoie (grâce aux navires du Normand Jehan Ango) Giovanni da Verrazzano (1485-1528) explorer la région entre la Floride et Terre-Neuve, afin de découvrir un passage vers l'océan Pacifique. Bien qu'il ne découvre pas cette route, Verrazano devient le premier Européen à explorer une grande partie de la côte atlantique des États-Unis et du Canada. Dix ans plus tard, François Ier envoie Jacques Cartier explorer la côte terre-neuvienne et le fleuve Saint-Laurent.
Les deux premiers voyages de Cartier ont pour objectif de trouver un passage vers l'Orient, alors que le troisième, qui débute en 1541, vise la découverte du légendaire royaume de Saguenay et l'établissement d'une colonie permanente sur les rives du Saint-Laurent. En août 1541, son groupe établit une colonie fortifiée, baptisée Charlesbourg-Royal, sur l'emplacement de l'actuel quartier de Cap-Rouge à Québec. Un second fort est construit sur une falaise surplombant la colonie, afin d'améliorer sa protection. Ayant donné à chacun une tâche à accomplir, le 7 septembre, Cartier part en chaloupe pour une reconnaissance, avec une petite escorte, à la recherche de ce fameux royaume de Saguenay. Cependant, le mauvais temps et les rapides l'empêchent d'atteindre la rivière des Outaouais.
Cartier revient à Charlesbourg-Royal et y trouve la colonie luttant pour sa survie. Après un hiver difficile, Cartier est conscient qu'il manque de main-d'œuvre et de ressources pour protéger le fort et trouver le royaume de Saguenay. Il rentre en France en juin 1542. Le sieur de Roberval prend le commandement de Charlesbourg-Royal, mais décide de l'abandonner l'année suivante, en raison des maladies, d'une météo exécrable et de l'hostilité des indigènes qui conduisent les colons au désespoir. L'emplacement précis de cette colonie est longtemps resté un mystère pour les historiens, jusqu'à la découverte par des archéologues, en août 2006, de ses vestiges, dont un plat qui a probablement appartenu à Roberval.

### Floride française

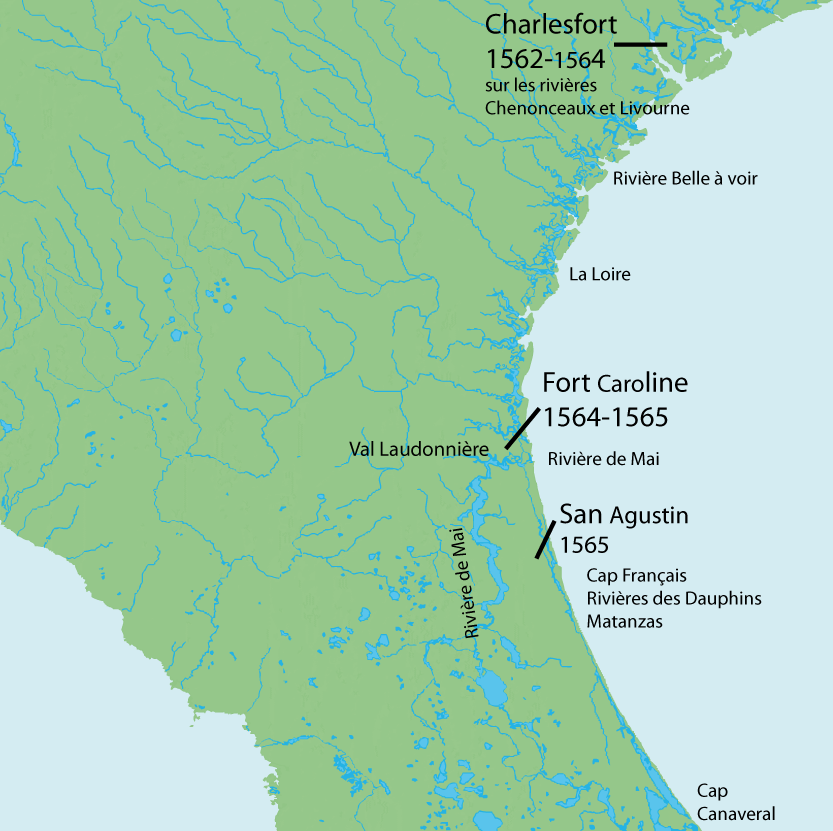
Carte de la Floride française.

En 1562, Charles IX, sous l'impulsion de l'amiral Gaspard de Coligny, envoie le Normand Jean Ribault et un groupe de colons huguenots pour tenter de coloniser la côte atlantique et fonder une colonie sur un territoire qui prendra le nom de la Floride française. Ils découvrent la sonde de Port Royal et une île, que l'on nommera plus tard Parris Island, en Caroline du Sud, sur laquelle ils bâtissent un fort nommé Charlesfort. Le groupe, mené par René de Goulaine de Laudonnière, se déplace vers le sud où ils fondent le fort Caroline sur la rivière Saint Johns, en Floride, le 22 juin 1564. Les colons français 
s'entendent globalement bien avec les Amérindiens. Ceci irrite les Espagnols qui revendiquent la Floride et s'opposent aux colons protestants pour des raisons religieuses. En 1565, Pedro Menéndez de Avilés conduit un groupe d'Espagnols et fonde Saint Augustine, à 60 kilomètres au sud du fort Caroline. Craignant une attaque espagnole, Ribault projette de déplacer la colonie mais une tempête soudaine détruit sa flotte. Le 20 septembre 1565, les Espagnols, commandés par Ménendez de Avilés, attaquent fort Caroline et massacrent ses occupants dont Jean Ribaut. Dominique de Gourgues commande par la suite une expédition punitive, mais cela ne ravive pas le projet de colonisation française de la Floride.

### Nouvelle-France: Acadie, Plaisance, Canada, Pays-d'en-Haut et Louisiane

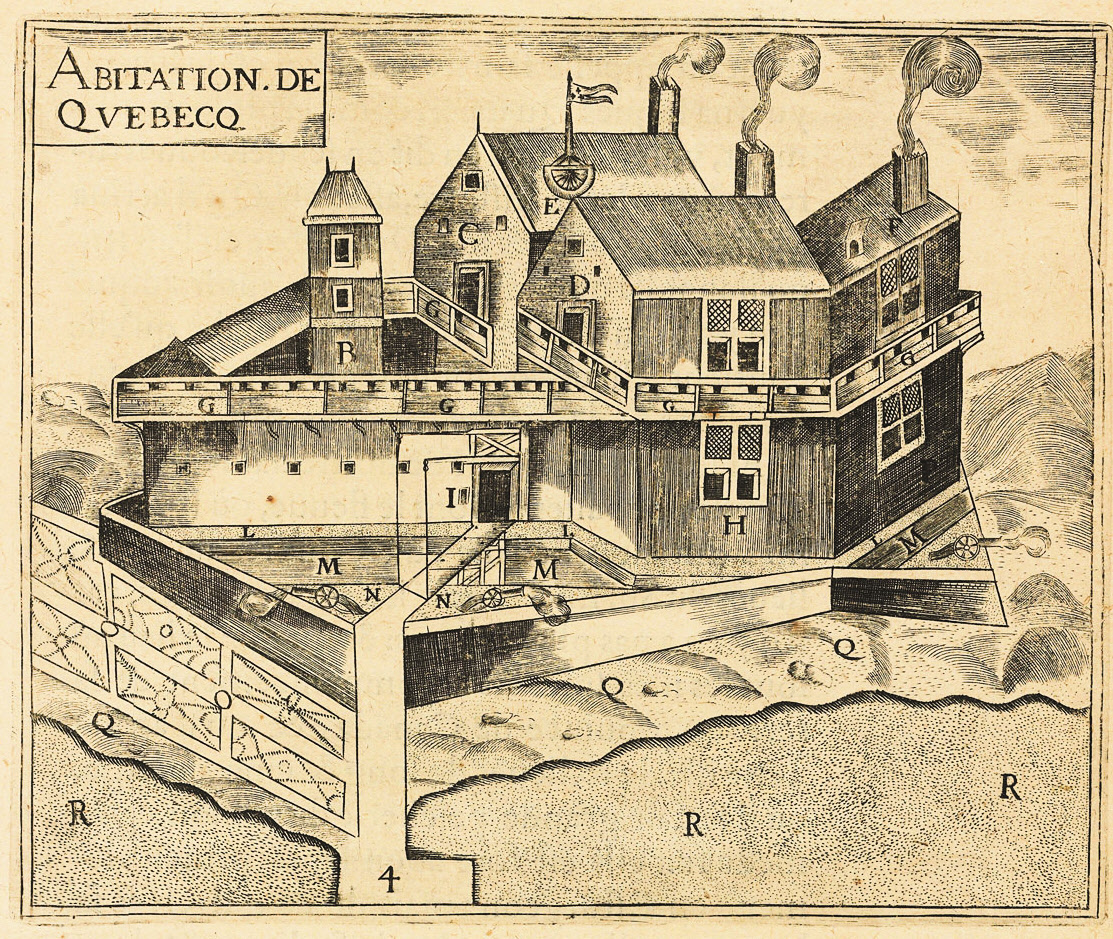
L'un des premiers bâtiments de Québec, ville fondée en 1608.

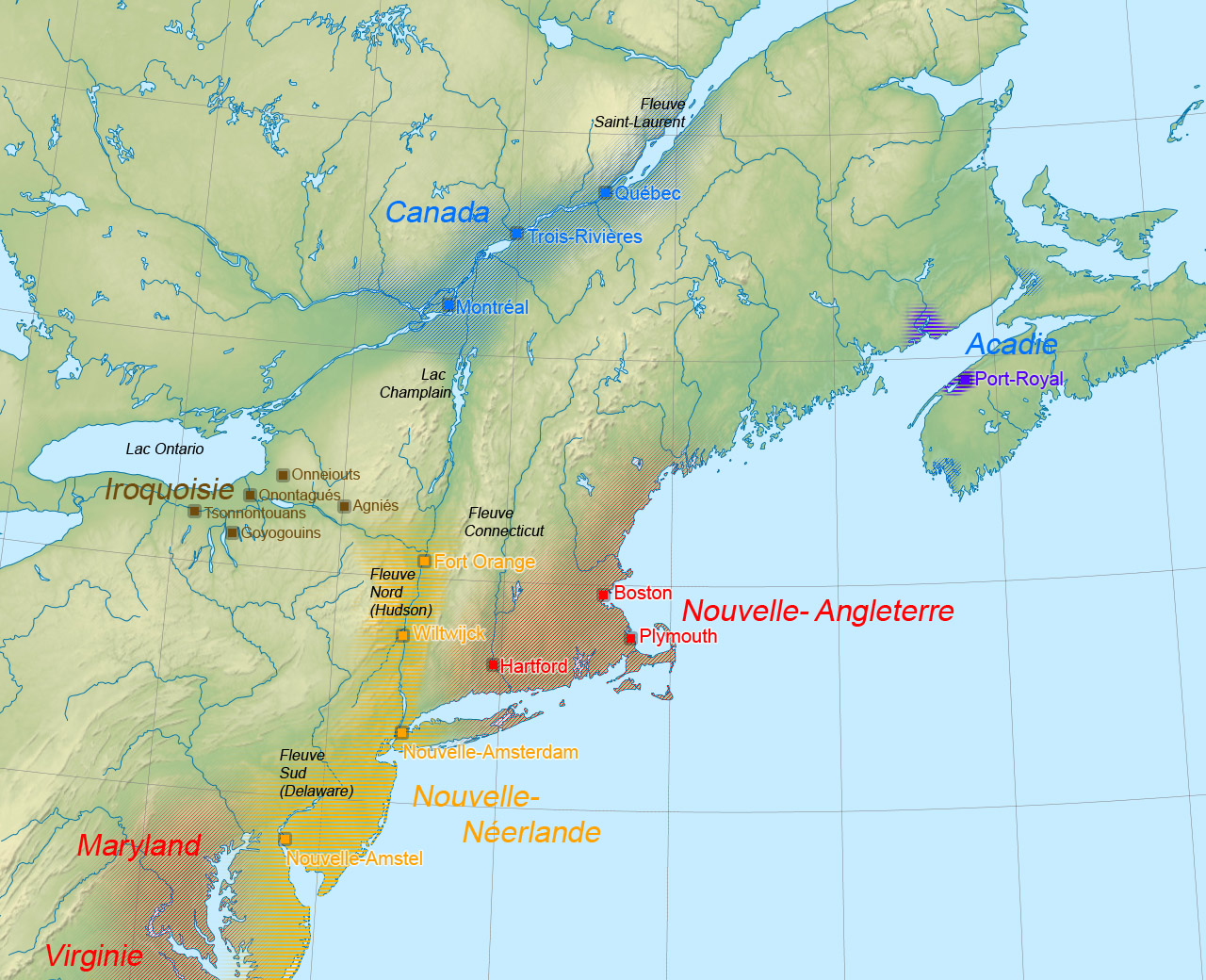
Carte politique du nord-est de l'Amérique du Nord en 1664.

Les territoires en bleu représentent les zones contrôlées par la France en Amérique du Nord.

L'intérêt français pour la Nouvelle-France se concentre d'abord sur la pêche aux Grands Bancs de Terre-Neuve. Cependant, au début du XVIIe siècle, la France s'intéresse davantage à la traite de fourrures d'Amérique du Nord. Le poste de Tadoussac est fondé en 1600. Quatre ans après, Samuel de Champlain fait son premier voyage en Nouvelle-France au sein d'une mission de commerce de fourrure. Bien qu'il n'ait pas de mandat officiel lors de ce voyage, il esquisse une carte du fleuve Saint-Laurent et écrit, à son retour en France, un compte rendu, intitulé Des sauvages (relation de son séjour dans une tribu de Montagnais près de Tadoussac).
Chargé par Henri IV de faire un rapport sur ses découvertes, Champlain participe à une autre expédition en Nouvelle-France, au printemps 1604, conduite par Pierre Dugua de Mons. Il aide à la fondation de l'habitation de l'Île Sainte-Croix, le premier établissement français du Nouveau Monde, abandonné l'hiver suivant. L'expédition fonde ensuite la colonie de Port-Royal.
En 1608, Champlain fonde un poste de fourrure qui deviendra la ville de Québec, s'imposant comme la capitale de la Nouvelle-France. À Québec, Champlain a forgé des alliances entre la France et les Hurons et les Outaouais contre leurs ennemis traditionnels, les Iroquois. Champlain et d'autres voyageurs français continuent alors d'explorer l'Amérique du Nord, à l'aide de canoës d'écorce de bouleau, pour se déplacer rapidement à travers les Grands Lacs (Amérique du Nord) et leurs affluents — des Pays-d'en-Haut jusqu'en Louisiane —. Vers 1634, l'explorateur normand Jean Nicolet avait poussé son exploration vers l'ouest jusque vers l'État américain actuel du Wisconsin.
À la suite de la capitulation de Québec face aux frères Kirke, les Anglais occupent la ville de Québec et l'Acadie, de 1629 à 1632. Samuel de Champlain est fait prisonnier et il s'ensuit la faillite de la compagnie des Cent-Associés. À la suite du traité de Saint-Germain-en-Laye, la France reprend possession de la colonie en 1632.
Le Commandeur de l'Île Bouchard (Touraine) Isaac de Razilly quitte Auray en Bretagne en juillet 1632 avec deux autres tourangeaux Nicolas Denys et Menou de Charnizay ainsi que 300 hommes d'élite (dont les noms et origines ne sont pas connus)  et 3 Capucins – Théophraste Renaudot dans la Gazette de France en 1632 relate ce voyage de Razilly vers l'Acadie au départ d'Auray.[pertinence contestée]
La ville de Trois-Rivières est fondée en 1634. En 1642, l'angevin Jérôme Le Royer de La Dauversière fonde Ville-Marie (future Montréal), à l'époque un simple fort servant de protection contre les attaques des Iroquois (la première grande guerre iroquoise dure de 1642 à 1667).
Malgré cette expansion rapide, la colonie se développe très lentement. Les guerres iroquoises et les maladies sont les principales causes de mortalité dans la colonie française. En 1663, lorsque Louis XIV institue le gouvernement royal, la population de la Nouvelle-France compte seulement 2 500 habitants européens. Cette année-là, pour augmenter la population, Louis XIV envoie entre 800 et 900 « filles du Roy » pour devenir des épouses de colons français. Par la suite, la population de la Nouvelle-France atteint 7 000 habitants en 1674, et 15 000 en 1689.
De 1689 à 1713, les colons français sont confrontés à la guerre de façon presque incessante dans des guerres intercoloniales. De 1689 à 1697, ils combattent les Anglais dans la guerre de la Ligue d'Augsbourg. La guerre contre les Iroquois continue même après le traité de Ryswick, jusqu'à 1701, quand les deux parties sont d'accord sur la paix. Puis, la guerre contre les Anglais reprend, pendant la guerre de Succession d'Espagne. En 1690 et 1711, la ville de Québec résiste avec succès à des attaques de la marine anglaise et puis britannique. Néanmoins, les Britanniques tirent profit de la deuxième guerre. Avec la signature des traités d'Utrecht, en 1713, la France cède à la Grande-Bretagne l'Acadie (avec une population de 1 700 habitants), Terre-Neuve et la baie d'Hudson.
Sous le Conseil souverain, le peuplement de la colonie progresse plus rapidement. Cependant, la vitesse de peuplement est loin d’être équivalente à ce qui se passe au sud dans les treize colonies britanniques. Au milieu du XVIIIe siècle, la Nouvelle-France compte 60 000 habitants alors que les colonies britanniques en comptent plus d'un million. Ceci place la colonie dans un grand désavantage militaire contre les Britanniques. La guerre entre les colonies reprend en 1744, et dure jusqu'en 1748. Une guerre finale et décisive commence en 1754. Les Français sont aidés par de nombreuses alliances avec les Amérindiens, mais ils sont habituellement dépassés en nombre sur les champs de bataille.
En Acadie, (rebaptisée la Nouvelle-Écosse), la population d'origine française atteint plus de 15 000 habitants en 1755, mais la guerre a des effets dévastateurs. Cette année-là, le gouverneur britannique exige que les Acadiens jurent leur fidélité à la Grande-Bretagne. La plupart refusent, et les Acadiens sont expulsés de la colonie. (Voir l'article Déportation des Acadiens.)
En septembre 1759, les Britanniques, conduits par le major-général James Wolfe, attaquent les Français à Québec après un siège de dix semaines. Les Français, conduits par le marquis Louis-Joseph de Montcalm, tentent de se défendre malgré une infériorité numérique écrasante. Tandis que les forces britanniques escaladent une falaise pour combattre les Français sur les plaines d'Abraham devant Québec, la flotte britannique bombarde la ville. Les Britanniques, supérieurs en nombre et en tactique, remportent la victoire. En 1760, les Britanniques attaquent Montréal. La ville, encerclée, se rend sans combattre. La défaite française est officialisée par le traité de Paris en 1763.

### Nouvelle-France: la Louisiane

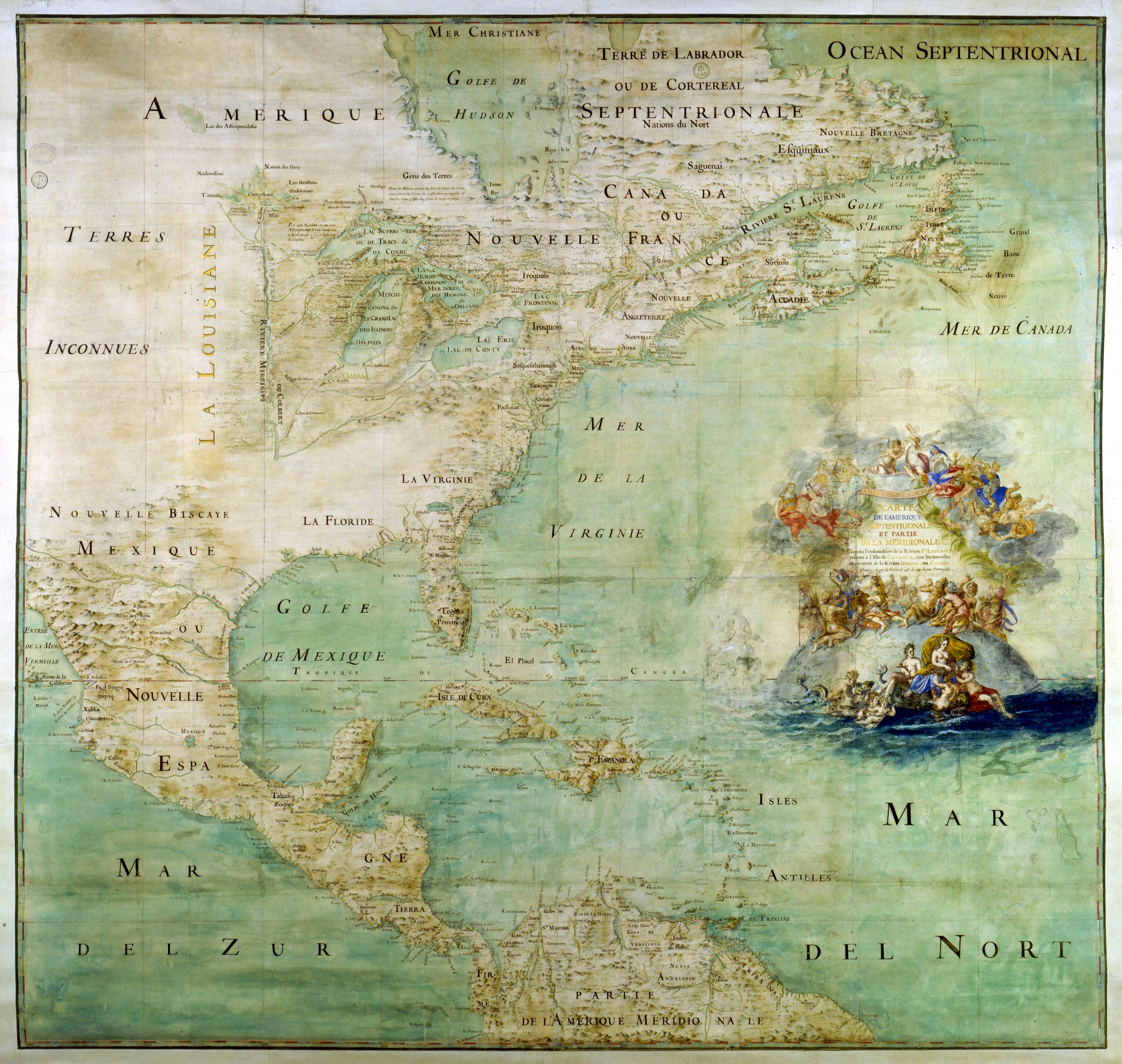
Carte de l'Amérique du Nord au XVIIe siècle.

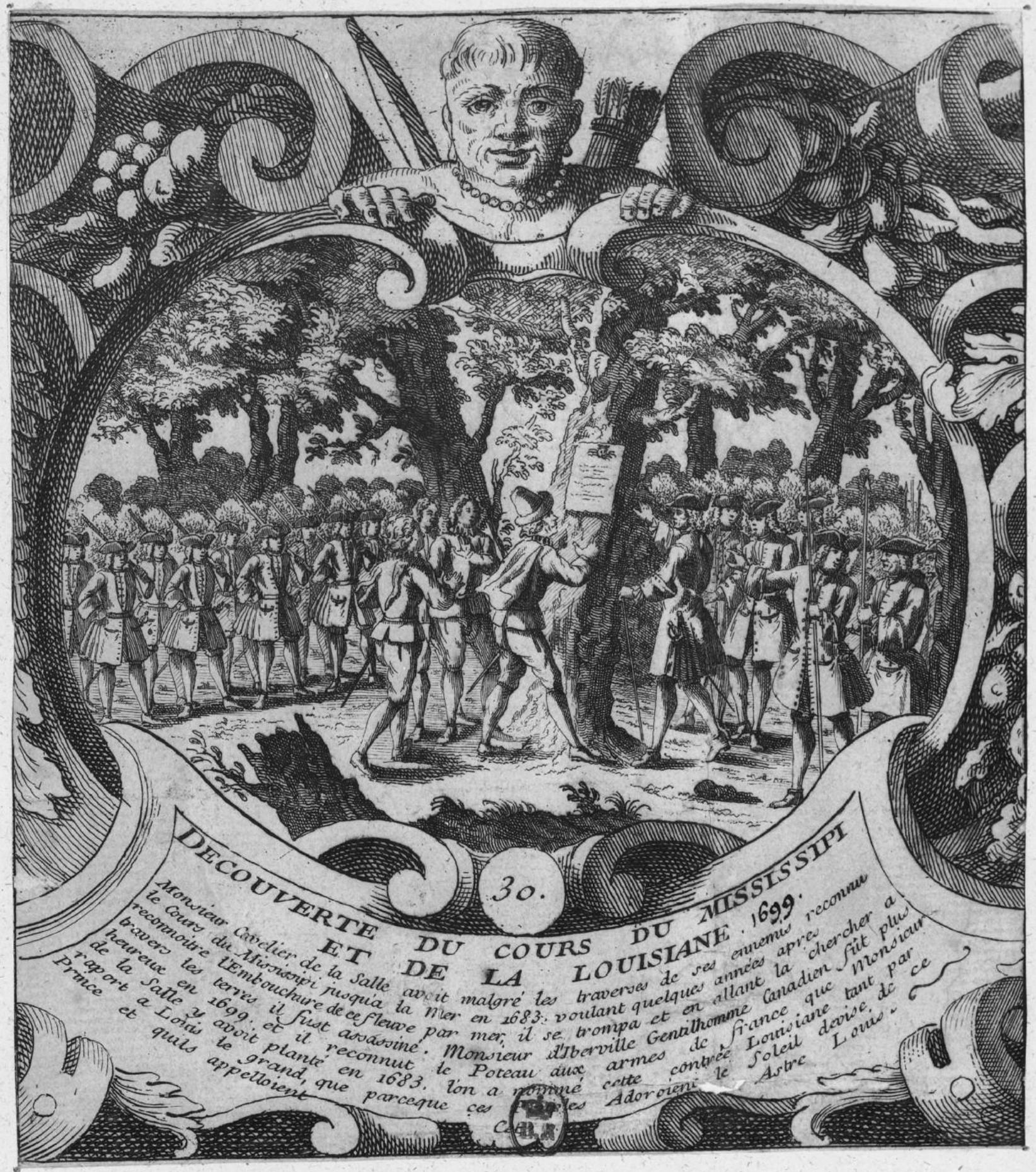
Estampe de 1699 rappelant l'exploration du Mississippi et la fondation de la Louisiane par Cavelier de la Salle et d'Iberville.

Le 17 mai 1673, les explorateurs Louis Jolliet et Jacques Marquette de Nouvelle-France commencent l'exploration du fleuve Mississippi, qu'ils connaissent sous le nom sioux ne tongo, « le grand fleuve », ou encore le miami-illinois missisipioui, de même sens. Ils atteignent l'embouchure de l'Arkansas, puis remontent le fleuve, après avoir appris qu'il coulait vers le golfe du Mexique et non vers la mer de Californie (océan Pacifique).
En 1682, le Normand René-Robert Cavelier de La Salle et l'Italien Henri Tonti descendent à leur tour le Mississippi jusqu'à son delta. Ils partent du Fort Crèvecœur sur la rivière des Illinois, accompagnés de 23 Français et 18 Amérindiens. En avril 1682, ils arrivent à l'embouchure du Mississippi ; ils y dressent une croix et une colonne portant les armes du roi de France. L'expédition repart par le même chemin vers le Canada et La Salle retourne à Versailles. Là, il convainc le ministre de la marine de lui accorder le commandement de la Louisiane. Il fait croire que celle-ci est proche de la Nouvelle-Espagne en dessinant une carte sur laquelle le Mississippi paraissait beaucoup plus à l'ouest que son cours réel. Il met sur pied une expédition maritime avec quatre navires et 320 émigrants, mais celle-ci tourne au désastre : il ne parvient pas à retrouver le delta du Mississippi et se fait assassiner en 1687.
En 1698, Pierre Le Moyne d'Iberville quitte La Rochelle et explore la région de l'embouchure du Mississippi. Il s’arrête entre Isle-aux-Chats (auj. Cat Island) et Isle de Surgeres (rebaptisé Isle-aux-Vaisseaux, auj. Ship Island) le 13 février 1699, puis continue ses explorations jusqu’au continent, à Biloxi, avec son frère Jean-Baptiste Le Moyne de Bienville. Il y construit un fort précaire, appelé « Maurepas » (plus tard « Vieux Biloxi »), avant de retourner en France. Il revient par deux fois dans le golfe du Mexique et établit un fort à Mobile en 1702.
De 1699 à 1702, Jean-Baptiste Le Moyne de Bienville est le gouverneur de la Louisiane. Son frère lui succède à ce poste de 1702 à 1713. Il est de nouveau gouverneur de 1716 à 1724 et encore de 1733 à 1743. En 1718, Jean-Baptiste Le Moyne de Bienville commande une expédition française en Louisiane. Il fonde la ville de La Nouvelle-Orléans, en hommage au régent, le duc d’Orléans. C'est l’architecte Adrien de Pauger qui en dessine le plan orthogonal (le Vieux carré français).
L'exploration française de l'ouest continue au XVIIIe siècle. En 1714, Louis Juchereau de Saint-Denis remonte la rivière Rouge et atteint le Río Grande. La même année, Étienne Véniard de Bourgmont navigue sur le Missouri. En 1721, Jean-Baptiste Bénard de la Harpe remonte l'Arkansas en pays caddo. La zone d'influence française s'étend considérablement et les voyages jettent les bases de la reconnaissance du Far West. En 1738, le commerçant de fourrure Pierre de la Verendrye arriva parmi les Mandans de la partie supérieure du Missouri, devenant le premier Européen à entrer dans le Dakota du Nord et le Manitoba. En 1739, Pierre et Paul Mallet découvrirent une chaîne des montagnes aux eaux les plus près de la source de la rivière Platte, que les Amérindiens appellent les « Rocheuses », devenant les premiers Européens à rendre compte de cette chaîne inexplorée.
La Louisiane reste française jusqu'en 1762, quand elle est cédée à l'Espagne comme compensation pour la perte espagnole de la Floride. Néanmoins, la colonie demeure culturellement française, et elle attire environ 4 000 Acadiens, qui ont été expulsés de leur colonie en 1755. Plusieurs de leurs descendants vivent toujours dans la région connue sous le nom de l'Acadiane. En outre, de nombreux Canadiens établis antérieurement dans le Pays des Illinois ou « Haute-Louisiane » traversent le fleuve Mississippi et se rétablissent autour de nouvelles agglomérations et collaborent avec les populations autochtones, tel Saint-Louis sous une gouvernance espagnole largement absente. Ces Canadiens et leurs descendants s'intègrent au nouveau territoire et à ses populations autochtones par des activités de chasse et trappe. Ils précèdent ainsi la Conquête de l'Ouest et servent de guides et de premiers habitants dits « Européens » dans les premiers foyers de peuplement mixtes. 
En 1800, le traité de San Ildefonso, qui prévoit la cession de la Louisiane occidentale ainsi que de La Nouvelle-Orléans à la France en échange du duché de Parme, est signé en secret. En janvier 1803, le roi d'Espagne rétrocède la Louisiane à la France. Cependant, Napoléon Bonaparte décide de ne pas garder cet immense territoire. Dictée par l'échec de l'expédition de Saint-Domingue et aussi par la rupture de la paix avec le Royaume-Uni, la décision est prise de vendre la Louisiane aux jeunes États-Unis d'Amérique en avril 1803.

## Les Antilles

### L'établissement des colonies françaises
Le premier essai non-espagnol de colonisation des Antilles se produit à l'Île Saint-Christophe, où des réfugiés jésuites français de la ville de Dieppe établissent une petite ville sur la côte du nord de l'île, également appelée Dieppe, en 1538. Cependant, quelques mois après la fondation, la ville est pillée par les Espagnols et tous les habitants sont expulsés. Ensuite, la France n'essaie pas de coloniser la région pendant tout le XVIe siècle.
En 1625, l'aventurier normand Pierre Belain d'Esnambuc, lancé à la poursuite d’un galion espagnol, en arriva à prendre possession de Saint-Christophe, deux ans après les Anglais qui y avaient établi une colonie. La possession de Saint-Christophe sera contestée entre les Français et les Anglais pour plus d'un siècle.
En 1626, Belain d'Esnambuc revint en France, où il gagna le soutien de Richelieu pour coloniser les îles qui ne seraient pas occupées par des chrétiens avec la Compagnie des îles de Saint-Christophe qu’il fonda en 1625 (renommée en Compagnie des îles d’Amérique en 1635). Entre 1625 et 1635, il occupe aussi la Martinique, la Guadeloupe et Marie-Galante. À la Martinique, il fonda la ville de Saint-Pierre, qui devint la première habitation française permanente aux Antilles.
En 1629 Esnambuc installe une colonie à la Tortue, première étape de la colonisation de Saint Domingue (1626-1809) qui va devenir le « grenier à sucre » de l'Europe.
En 1648, à la fin de la Guerre de Quatre-Vingts Ans, les Espagnols abandonnent l'île de Saint-Martin, qu'ils ont employée comme base pendant cette guerre. Les colons français et néerlandais débarquent rapidement sur l'île. Plutôt que de se battre pour l'île, ils acceptent de signer le traité de Concordia qui divise l'île entre les deux pays. Cette division existe toujours aujourd'hui.
En 1651, un groupe de colons français de la Martinique vient à Sainte-Lucie, commandé par De Rousselan, qui tient l'île jusqu'à sa mort en 1654. En 1664, Thomas Warner, fils du gouverneur de Saint-Christophe réclame Sainte-Lucie pour l'Angleterre.
Les îles de Saint-Barthélemy et Sainte-Croix sont capturées par la France en 1648 et 1650, respectivement. Pendant le XVIIIe siècle, les deux sont vendues - Sainte-Croix au Danemark en 1733, et Saint-Barthélemy à la Suède en 1784. La France regagne la dernière île en 1878.
Dès 1625, les boucaniers français employèrent l'Île de la Tortue, près de la côte d'Hispaniola, comme base. Bien que les Espagnols détruisissent ses habitations plusieurs fois, les boucaniers y retournaient à la première occasion. La première colonisation officielle sur la Tortue fut établie en 1659, sous une commission de Louis XIV. En 1664, la nouvelle Compagnie des Indes Occidentales prit possession de la colonie, qu'elle appela Saint-Domingue, et la France réclama la partie occidentale de l'île d'Hispaniola. Par le traité de Ryswick, en 1697, l'Espagne céda officiellement le contrôle de cette partie de l'île à la France.
Les îles de Dominique et Saint-Vincent furent visitées par des missionnaires et colons français dès 1635, mais à cause du conflit avec les Kalinago en 1660, la France et l'Angleterre décidèrent que la colonisation des deux îles devait être abandonnée. La Dominique fut déclarée officiellement « neutre » pour le siècle à venir, mais ses ressources naturelles restaient attrayantes et, au début du XVIIIe siècle, des expéditions britanniques et françaises de forestiers venaient récolter du bois de construction sur l'île. À Saint-Vincent, les Français établirent des plantations vers 1719.

### Les conflits coloniaux
La France affronta le Royaume-Uni pour plusieurs îles des Antilles. L'île de Sainte-Lucie changea quatorze fois de mains jusqu'en 1814, quand l'île devint définitivement britannique.
En raison de la position géographique de la Dominique entre la Martinique et la Guadeloupe, la France devint peu à peu la puissance prédominante sur l'île, qui devint alors une colonie française. Mais, au terme du traité de Paris de 1763 qui mit fin à sept années de guerre franco-britannique, l'île devint une possession britannique.
En 1778, lors de la révolution américaine, les Français envahirent l'île avec la coopération active de la population, qui était en grande partie française. Le traité de Paris de 1783, qui mit fin à la guerre, rendit l'île à la Grande-Bretagne. D'autres tentatives d'invasions françaises eurent lieu en 1795 et 1805, mais se soldèrent par des échecs.
À Saint-Domingue, les Français firent face à un conflit avec les esclaves. (Voir Révolution haïtienne.) La révolte des noirs débuta en août 1791. Sous la conduite de leurs chefs — dont le plus important fut Toussaint Louverture — les noirs passèrent d’une révolte à une guerre de libération en s’alliant d’abord aux Espagnols de Santo Domingo, en guerre contre la nouvelle République française. De nombreux blancs, royalistes, soutinrent les Britanniques ou les Espagnols. Les commissaires de la Convention, guidés à la fois par leur idéal et la nécessité de se trouver des alliés, proclamèrent la liberté des esclaves en 1793.
Cependant, le premier consul Napoléon Bonaparte projetait le rétablissement de l'esclavage. En janvier 1802, profitant des négociations de paix avec les Britanniques, il expédia une armée de vingt mille hommes commandée par son beau-frère, le général Charles Leclerc. (Voir l'expédition de Saint-Domingue) Leclerc captura Toussaint dans un guet-apens, mais la nouvelle du rétablissement de l'esclavage en Guadeloupe par le général Richepanse, après qu'il eut écrasé férocement la résistance des défenseurs de la liberté, provoqua le soulèvement général dans la partie orientale de Saint-Domingue dès octobre. Elle fut fédérée en mai 1803 par l’un des généraux de Toussaint, Jean-Jacques Dessalines, et aboutit à la défaite des armées françaises le 18 novembre 1803 lors de la bataille de Vertières. L'indépendance haïtienne fut proclamée le 1er janvier 1804.

## Amérique du Sud

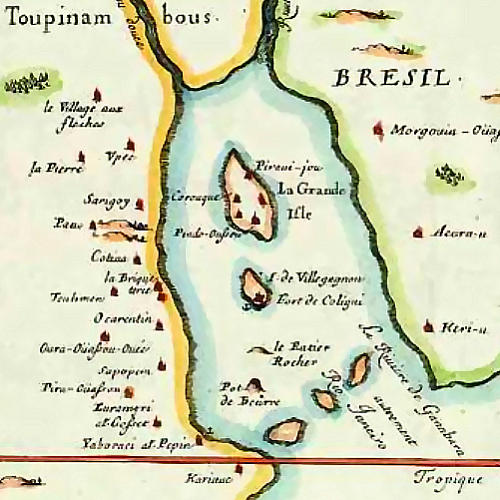
Carte de la France Antarctique.

De 1555 à 1567, des Huguenots, sous la conduite du vice-amiral Nicolas Durand de Villegagnon, essaient d'établir la colonie de la France antarctique dans le territoire actuel du Brésil (dans la baie de Rio), mais ils en sont expulsés par les Portugais.
La France fait une deuxième tentative de colonisation de la côte est de l'Amérique du Sud en 1612. À la différence de la France antarctique, cette entreprise coloniale, (la France équinoxiale), n'est pas motivée par la volonté d'échapper aux persécutions religieuses. Une expédition française part de Cancale, en Bretagne, sous le commandement de Daniel de la Touche, seigneur de la Ravardière. Avec cinq cents colons à son bord, elle aborde sur la côte nord de ce qui est aujourd'hui l'État du Maranhão, au Brésil. La colonie ne va pas subsister longtemps. Les Portugais rassemblent une armée dans l'État de Pernambuco, qui chasse les colons français en 1615.

### La Guyane
La Guyane est colonisée la première fois par la France en 1604, mais la colonie est abandonnée face à l'hostilité amérindienne et aux maladies tropicales. La ville de Cayenne, fondée en 1643, est abandonnée pour les mêmes raisons. En 1652, la Compagnie de la France équinoxiale tente de s'installer, c'est à cette période que les premiers esclaves noirs sont introduits. En 1664, sous l'impulsion de Jean-Baptiste Colbert, une puissante flotte débarque et tente d'implanter une colonie, mais les Anglais attaquent en 1667 sans pour autant s'y installer. En 1674, les Français reprennent Cayenne.
En 1763, après le désastre de la guerre de Sept Ans, le duc de Choiseul, Premier ministre, décide d'une colonisation massive de la Guyane française afin de créer un contrepoids - politique, économique, démographique - aux colonies britanniques d'Amérique du Nord. Cette colonie ne compte aucun esclave et reposait sur une législation nouvelle. Presque 17 000 hommes femmes et enfants, originaires en majorité de Rhénanie-Palatinat (frontière de Luxembourg), et dans une moindre mesure d'Alsace, descendent le Rhin, traversent la France vers Rochefort, La Rochelle, Marseille, Nantes pour débarquer en 1763 à Kourou en pleine période des pluies et dans les marais. Plus de 1 000 Acadiens déportés de l'Acadie en France font également partie de l'expédition. 
Environ 60% des embarqués (presque 10 000 âmes) meurent de maladies (dysenterie, fièvre jaune, syphilis) et des moustiques (paludisme). 2 000 émigrés se réfugient sur les îles et peuvent survivre grâce au climat salubre qui y règne. Ils surnomment ces îles les « îles du Salut ». L'expédition, menée par Choiseul, est un cuisant échec, qui provoque la raillerie du mathématicien d'Alembert. L'intendant Jean-Baptiste Thibault de Chanvalon est condamné par des Lettres patentes en 1767, et le duc de Choiseul-Praslin ne cesse de demander des comptes au chevalier de Turgot, gouverneur de Guyane. Louis XVI rétablit finalement Chanvalon dans ses droits.
Le désastre de l'expédition de Kourou est à l'origine d'une légende noire de la Guyane et d'une réécriture de son histoire dans les années 1840. L'enjeu de cette expédition est pour Choiseul de comprendre la force coloniale et de proposer un projet qui ne repose ni sur l'exclusif, ni sur la traite, rompant ainsi avec l'univers colonial tel qu'il peut exister ailleurs.
Après cet échec, plusieurs gouverneurs se succèdent, Fiedmont puis Pierre-Victor Malouët, secondé par l'ingénieur Jean Samuel Guisan, d'origine suisse, entreprennent un programme de réforme de l'agriculture et d'aménagement des territoires agricoles. Le territoire va connaître une période de prospérité jusqu'à la Révolution française.
À partir de 1792, la Révolution française fait de Cayenne un lieu de déportation pour les prêtres réfractaires et les ennemis politiques de la Révolution. Le premier bagne — bagne de Sinnamary — est né et jusqu'en 1805, le territoire devient un lieu de déportation pour les opposants politiques aux différents régimes qui vont se succéder en France.
À partir de 1854, la loi de la transportation favorise la construction des célèbres bagnes de Cayenne, de l'île du Diable et de Saint-Laurent-du-Maroni (1858). La commune de Saint-Laurent-du-Maroni devient le centre administratif du système pénal, vers lequel vont être envoyés près de 90 000 hommes et 2 000 femmes. Plus d'un tiers d'entre eux décèdent en Guyane, tandis que corruption et inégalité sociale deviennent les bases de l'organisation sociale pénitentiaire.
En 1946, la Guyane obtient le statut de département français. Cette année-là, les bagnes sont fermés.